# Abou Ibrahim al-Hachimi al-Qourachi
Abou Ibrahim al-Hachimi al-Qourachi (en arabe : أبو إبراهيم الهاشمي القرشي), né Amir Mohammed Abdul Rahman al-Mawli al-Salbi le 1er ou le 5 octobre 1976 à Tall Afar ou Mahalabia (ar) (Irak) et mort le 3 février 2022 à Atmé (en) (Syrie), est un djihadiste irakien, troisième chef et deuxième « calife » de l'organisation État islamique du 31 octobre 2019 à sa mort. 
Il succède à Abou Bakr al-Baghdadi, tué durant le raid de Baricha mené par l'armée américaine. Il prend le commandement de l'État islamique, avant d'être tué à son tour dans la nuit du 2 au 3 février 2022, à Atmé (en), en Syrie, lors d'une opération des forces spéciales américaines.

## Nom et identité
Sa nisba (partie du nom qui désigne l’origine) revendique, comme son prédécesseur al-Baghdadi, une ascendance directe avec les Quraych, la tribu du prophète Mahomet, et le clan hachémite. Cela est nécessaire afin d'affirmer sa légitimité pour la direction de ce qui fut le Califat islamique, car il est né dans l'enclave multiconfessionnelle de Tal Afar, à 70 km de Mossoul.
Al-Mawla est issu de la minorité des Turkmènes d'Irak. Fils d'un muezzin de Mossoul, il fait dans sa jeunesse des études de théologie. Il étudie la charia à l'université de Mossoul, avec une spécialisation en étude coranique, il obtient sa licence avec les honneurs en l'an 2000.
Jusqu'en 2020, les responsables Américains pensaient qu'Al-Mawla était Turkmène, mais à partir de l'été 2020, il est devenu notoire qu'Al-Mawla a bien des origines arabe. En 2008, les États-Unis avaient classifié Al-Mawla comme étant d'origine arabe.
D'autres sources affirmeront quant à elles que Abu Ibrahim est bien d'origine arabe avec une lignée remontant jusqu'au prophète Mahomet, mais que la lignée a été "turquifiée" par des ancêtres d'Al-Malwa.
L'expert en généalogie, Nizar al-Saadoun, rapporte que la majorité du clan de Qardash, Al-Mawla, sont d'origine arabe, descendant du clan abbasside Burisha, et qu'ils remontent tous au Bani Hashim, la tribu du Prophète Mahomet.
Amaq, l'agence de presse de Daech, n'a pas livré d'autres éléments de biographie, photographie ou données personnelles induisant l'anonymat ipso facto de la personne désignée. Le 1er novembre, le président américain Donald Trump affirme sur Twitter que l'identité du nouveau chef de l'EI est connue des États-Unis : « L'EI a un nouveau chef. Nous savons exactement qui il est ». Cependant le 6 novembre, un haut responsable américain déclare anonymement à des journalistes que le successeur d'al-Baghdadi est un « parfait inconnu ».
En décembre 2019, le Small Wars Journal (en) indique que le nouveau chef de l'État islamique est probablement de nationalité irakienne et en janvier 2020, The Guardian estime que le véritable nom d'Abou Ibrahim al-Hachimi al-Qourachi est Amir Mohammed Abdul Rahman al-Mawli al-Salbi,, une identité confirmée par les renseignements irakiens et américains. En juin 2020, le département d'État des États-Unis offre une prime de dix millions de dollars pour sa capture,.

## Biographie
D'après le groupe terroriste, il est un vétéran ayant combattu l'Occident : la propagande l'a introduit par le triptyque « érudit, ouvrier, adorateur », classé comme une « figure éminente du djihad » et décrit comme un « émir de guerre ».
Dans une dépêche de l'Agence France-Presse (AFP), Hicham al-Hachemi, expert irakien de Daech, indique qu'il était « le principal juge de l’État islamique » : Il dirigeait en particulier l'Autorité de la Charia, organe dédié à l'application de la loi islamique.
D'après le Counter Extremism Project, relayé par l'AFP, il est d'abord officier de l'armée irakienne sous Saddam Hussein et diplômé de l'université des sciences islamiques de Mossoul, avant d'intégrer Al-Qaïda après la seconde guerre du Golfe. Il rejoint la lutte armée après sa libération de prison, puis se hisse rapidement dans la hiérarchie de l’État islamique. Al-Mawla participe activement à la persécution de la minorité yazidie par « les massacres, l'expulsion et l'esclavage sexuel ».

### Chef de l'État islamique
Le 31 octobre 2019, l'État islamique publie un communiqué audio dans lequel il reconnait la mort d'Abou Bakr al-Baghdadi, tué dans la nuit du 26 au 27 octobre lors du raid de Baricha. Abou Ibrahim al-Hachimi al-Qourachi est présenté comme son successeur et comme le nouveau « commandeur des croyants » et « calife des musulmans ».
Selon le porte-parole de l'EI, l'assemblée consultative de l'organisation lui prête allégeance et Abou Bakr Al-Baghdadi aurait désigné lui-même son successeur dans son testament. Le personnage est alors totalement inconnu des spécialistes du djihadisme.
Le groupe se considère toujours comme un califat, malgré la perte de l'ensemble de son territoire en Irak et en Syrie. Cependant, le futur de Daech sous al-Hachimi ne peut être prévu, les observateurs pensent qu'il sera le « dirigeant d'une organisation qui s'effiloche, principalement réduite à des cellules clandestines dormantes ». Certains experts pensent que la mort d'al-Bagdadi provoquera probablement l'éclatement de Daech, « laissant à celui qui émerge comme son nouveau chef la tâche de rassembler le groupe en une force de combat ».
D'autres analystes estiment cependant que le décès du Bagdadi n'aura pas d'impact sur l'OEI « en termes de capacité opérationnelle » et qu'il est probable « qu'il n'entraînera pas la disparition du groupe, ni même son déclin réel ».
Al-Hachimi vit clandestinement dans une maison d'Atmé (en), une ville contrôlée par Hayat Tahrir al-Cham et située près de la frontière turque, à seulement une vingtaine de kilomètres du lieu où Abou Bakr al-Baghdadi avait été tué en 2019.
D'après un témoignage, recueilli par l'AFP, de Mohammed al-Cheikh, le propriétaire de la maison, al-Hachimi loue la propriété pendant onze mois et se fait passer pour un simple chauffeur de taxi. Il déclare : « Je n'ai rien vu de suspect. Il venait juste me voir pour payer le loyer. Il vivait avec ses trois enfants et sa femme. Sa sœur, une veuve, et sa fille vivaient à l'étage au-dessus ». Il décrit al-Hachimi comme une « personne facile à vivre et enjouée qui s'occupait de ses propres affaires. [...] Il s'habillait toujours de la même façon: un pantalon, une chemise et un gilet sans manches et avait toujours la tête couverte ».

### Mort
Abou Ibrahim al-Hachimi al-Qourachi trouve la mort dans la nuit du 2 au 3 février 2022, lors d'une opération héliportée des forces spéciales américaines, dans la ville d'Atmé (en), dans le gouvernorat d'Idleb, en Syrie,,,,. L'opération est lancée depuis une base militaire de la ville de Kobané, contrôlée par les Forces démocratiques syriennes,. Les militaires américains sont déposés près du camp de réfugiés. Ils cernent ensuite un bâtiment de trois étages, situé dans une zone entourée d'arbres et appellent ses occupants à se rendre. Une partie du bâtiment est détruite par des explosions. L'opération a duré entre deux et trois heures,,.
Le lendemain, le président américain Joe Biden annonce la mort du chef de l'État islamique et affirme qu'il s'est fait exploser lors de l'assaut,. Il précise que « sans égard pour la vie de sa propre famille ou d’autres personnes dans le bâtiment, il a choisi de se faire exploser (…) emportant plusieurs membres de sa famille avec lui, comme l’avait fait son prédécesseur ».
Selon l'Observatoire syrien des droits de l'homme (OSDH), l'opération fait au moins treize morts, dont quatre enfants et trois femmes. L'ONG Save the Children et l'Unicef font état de la mort de six enfants, dont deux bébés. Les forces américaines ne déplorent aucune perte mais ont dû détruire un de leurs hélicoptères MH-60M du 160th Special Operations Aviation Regiment (Airborne), qui ne pouvait repartir.
L'État islamique confirme officiellement la mort de son chef le 10 mars et annonce qu'Abou Hassan al-Hachemi al-Qourachi lui succède comme « émir des croyants et calife des musulmans ».

### Vidéographie
- [vidéo] Des casques blancs syriens diffusent des images de la maison où le chef de l’organisation Etat islamique s’est fait exploser, Le Monde avec Reuters, 4 février 2022.